# 식스 빌로우
식스 빌로우(6 Below: Miracle on the Mountain)는 미국에서 제작된 스캇 워프 감독의 2017년 드라마, 스릴러 영화이다. 조쉬 하트넷 등이 주연으로 출연하였고 브래들리 필츠 등이 제작에 참여하였다.

## 출연

### 주연
- 조쉬 하트넷

### 조연
- 미라 소르비노
- 사라 두몬트
- 제이슨 코틀
- 오스틴 R. 그랜트
- 나단 스티븐스
- 바쉬 네도만스키
- 케일 쿨리
- 데이비드 스티븐스

## 제작진
- 원작자: 에릭 레마르크
- 원작자: 다빈 세이
- 믹싱: 그렉 P. 러셀
- 미술: 다이안 밀렛
- 세트: 조쉬 플레처
- 세트: 브라이언 리브스
- 세트: 스티븐 럽샤
- 의상: 재클린 뉴웰
- 배역: 리츠 델리아